# Тередонике II (Козенца)
Тередонике II је насеље у Италији у округу Козенца, региону Калабрија.
Према процени из 2011. у насељу је живело 40 становника. Насеље се налази на надморској висини од 585 м.